# Guerchy
Guerchy est une ancienne commune française, située dans le département de l'Yonne en région Bourgogne-Franche-Comté, devenue, le 1er janvier 2016, une commune déléguée de la commune nouvelle de Valravillon qui réunit les communes de Laduz, Guerchy, Neuilly et Villemer.

## Histoire
Le site semble être occupé dès la période des Champs d'Urnes. Puis, à l'époque d'Hallstatt, une nécropole gauloise a été construite, celle-ci a permis aux archéologues d'y découvrir des armes de fer et une petite statuette de cheval en bronze.

## Politique et administration
| Période      | Période  | Identité      | Étiquette | Qualité |
| ------------ | -------- | ------------- | --------- | ------- |
| janvier 2016 | En cours | Michel Clause |           |         |

| Période                                  | Période       | Identité      | Étiquette | Qualité |
| ---------------------------------------- | ------------- | ------------- | --------- | ------- |
|                                          |               |               |           |         |
| Les données manquantes sont à compléter. |               |               |           |         |
| mars 2001                                | décembre 2015 | Mahfoud Aomar |           |         |

## Démographie
L'évolution du nombre d'habitants est connue à travers les recensements de la population effectués dans la commune depuis 1793. À partir du 1er janvier 2009, les populations légales des communes sont publiées annuellement dans le cadre d'un recensement qui repose désormais sur une collecte d'information annuelle, concernant successivement tous les territoires communaux au cours d'une période de cinq ans. 
Pour les communes de moins de 10 000 habitants, une enquête de recensement portant sur toute la population est réalisée tous les cinq ans, les populations légales des années intermédiaires étant quant à elles estimées par interpolation ou extrapolation. Pour la commune, le premier recensement exhaustif entrant dans le cadre du nouveau dispositif a été réalisé en 2005,.
En 2013, la commune comptait 659 habitants, en évolution de +3,94 % par rapport à 2008 (Yonne : −0,46 %, France hors Mayotte : +2,49 %).
| 1793 | 1800 | 1806 | 1821 | 1831 | 1836 | 1841 | 1846 | 1851 |
| ---- | ---- | ---- | ---- | ---- | ---- | ---- | ---- | ---- |
| 699  | 713  | 682  | 811  | 730  | 775  | 813  | 816  | 832  |

| 1856 | 1861 | 1866 | 1872 | 1876 | 1881 | 1886 | 1891 | 1896 |
| ---- | ---- | ---- | ---- | ---- | ---- | ---- | ---- | ---- |
| 791  | 811  | 793  | 723  | 664  | 666  | 634  | 641  | 577  |

| 1901 | 1906 | 1911 | 1921 | 1926 | 1931 | 1936 | 1946 | 1954 |
| ---- | ---- | ---- | ---- | ---- | ---- | ---- | ---- | ---- |
| 563  | 509  | 485  | 447  | 455  | 432  | 432  | 414  | 403  |

| 1962 | 1968 | 1975 | 1982 | 1990 | 1999 | 2005 | 2010 | 2013 |
| ---- | ---- | ---- | ---- | ---- | ---- | ---- | ---- | ---- |
| 421  | 414  | 377  | 375  | 421  | 465  | 601  | 634  | 659  |

## Culture locale et patrimoine

### Lieux et monuments
- L'église Saint-Germain offre un Dit des trois morts et des trois vifs, représentation murale montrant trois jeunes gentilshommes interpellés dans un cimetière par trois morts, qui leur rappellent la brièveté de la vie et l'importance du salut de leur âme. L'édifice est inscrit depuis 2025[8]

### Personnalités liées à la commune
- Gabriel Bertrou, avocat et conseiller municipal de Paris, a été inhumé au cimetière de la commune en 1909.

### Héraldique
| Blason de Guerchy | Blason  | D'azur aux six besants d'argent ordonnés 3, 2 et 1. |
| Blason de Guerchy | Détails | Adopté par la municipalité.                         |